# Fußball-Ostasienmeisterschaft 2025
Die Fußball-Ostasienmeisterschaft 2025 (offiziell EAFF Football Championship 2025, aus Sponsorengründen auch EAFF E-1 Football Championship 2025 genannt) war die zehnte Austragung des Turniers und fand vom 7. bis zum 15. Juli 2025 in Südkorea statt. Südkorea war zum vierten Mal Gastgeber der Endrunde.
Neun Mannschaften aus dem ostasiatischen Raum spielten um den Titel des Ostasienmeisters. Titelverteidiger Japan gewann zum sechsten Mal das Turnier und setzte sich so gegen Gastgeber Südkorea, China und Hongkong durch.

## Austragungsort und Modus
Der Modus hatte sich sowohl gegenüber dem Turnier von 2019 als auch dem Turnier von 2022 verändert. Die sechs schwächeren Mannschaften wurden für die Qualifikation im Dezember 2024 in zwei Dreiergruppen aufgeteilt. Innerhalb dieser spielten die Mannschaften jeweils einmal gegeneinander. Die beiden Gruppensieger ermittelten in einem Finalspiel den letzten Teilnehmer der Endrunde. Da sich Nordkorea nach der Auslosung zurückzog, wurde in Gruppe A nur ein Spiel ausgetragen. 
Die Endrunde, für die die drei stärksten Verbänden der EAFF, China, Japan und Südkorea, bereits gesetzt waren, fand im Juli 2025 zum vierten Mal in Südkorea statt. 

## Qualifikation

### Gruppe A
Das Spiel fand im Kai Tak Sports Park in Kowloon (Hongkong) statt. Zeitangaben in Ortszeit (UTC+8).
| Pl. | Land  | Sp. | S | U | N | Tore    | Diff. | Punkte |
| --- | ----- | --- | - | - | - | ------- | ----- | ------ |
| 1.  | Guam  | 1   | 1 | 0 | 0 | 002:100 | +1    | 03     |
| 2.  | Macau | 1   | 0 | 0 | 1 | 001:200 | −1    | 0      |

| 14. Dezember 2024, 14:00 Uhr |   |      |           |
| Macau                        | – | Guam | 1:2 (1:1) |

### Gruppe B
Alle Spiele fanden im Mong Kok Stadium in Mongkok (Hongkong) statt. Zeitangaben in Ortszeit (UTC+8).
| Pl. | Land           | Sp. | S | U | N | Tore    | Diff. | Punkte |
| --- | -------------- | --- | - | - | - | ------- | ----- | ------ |
| 1.  | Hongkong       | 2   | 2 | 0 | 0 | 005:100 | +4    | 06     |
| 2.  | Chinese Taipei | 2   | 1 | 0 | 1 | 005:200 | +3    | 03     |
| 3.  | Mongolei       | 2   | 0 | 0 | 2 | 000:700 | −7    | 0      |

| 8. Dezember 2024, 18:00 Uhr  |   |                |           |
| Mongolei                     | – | Hongkong       | 0:3 (0:2) |
| 11. Dezember 2024, 20:00 Uhr |   |                |           |
| Chinese Taipei               | – | Mongolei       | 4:0 (1:0) |
| 14. Dezember 2024, 20:00 Uhr |   |                |           |
| Hongkong                     | – | Chinese Taipei | 2:1 (1:1) |

### Finale
Das Spiel fand im Hong Kong Stadium in Wan Chai (Hongkong) statt. Zeitangaben in Ortszeit (UTC+8).
| 17. Dezember 2024, 20:00 Uhr |   |          |           |
| Guam                         | – | Hongkong | 0:5 (0:2) |

## Endrunde
Alle Spiele fanden im Yongin Mireu Stadium in Yongin (Südkorea) statt. Zeitangaben in Ortszeit (UTC+9).
| Pl. | Land     | Sp. | S | U | N | Tore    | Diff. | Punkte |
| --- | -------- | --- | - | - | - | ------- | ----- | ------ |
| 1.  | Japan    | 3   | 3 | 0 | 0 | 009:100 | +8    | 09     |
| 2.  | Südkorea | 3   | 2 | 0 | 1 | 005:100 | +4    | 06     |
| 3.  | China    | 3   | 1 | 0 | 2 | 001:500 | −4    | 03     |
| 4.  | Hongkong | 3   | 0 | 0 | 3 | 001:900 | −8    | 0      |

| 7. und 8. Juli 2025, 20:00 Uhr und 19:24 Uhr   |   |          |           |
| Südkorea                                       | – | China    | 3:0 (2:0) |
| Japan                                          | – | Hongkong | 6:1 (5:0) |
| 11. und 12. Juli 2025, 20:00 Uhr und 19:24 Uhr |   |          |           |
| Hongkong                                       | – | Südkorea | 0:2 (0:1) |
| Japan                                          | – | China    | 2:0 (1:0) |
| 15. Juli 2025, 16:00 Uhr und 19:24 Uhr         |   |          |           |
| China                                          | – | Hongkong | 1:0 (1:0) |
| Südkorea                                       | – | Japan    | 0:1 (0:1) |

Auszeichnungen
- Torschützenkönig der Endrunde wurden der Japaner Ryō Germain mit fünf Toren.
- Der MVP-Award für den „besten Spieler“ wurde an den Japaner Ryō Germain verliehen.